# Gérard Ier de Holstein-Itzehoe
Gérard Ier de Holstein-Itzehoe, né vers 1232 et mort le 21 décembre 1290, fut le seul comte de Holstein-Itzehoe de 1238/1261 à 1290.

## Biographie
Gérard ou Gerhard en allemand, est le second fils du comte Adolphe IV de Holstein et de son épouse Heilwige de Lippe.
Lorsque son père décide de se retirer dans un monastère en 1238, il règne comme corégent sur les domaines du duché de Holstein avec son frère aîné Jean Ier, dans un premier temps sous la garde de leur oncle le duc  Abel de Schleswig. Quand ils deviennent majeurs les deux frères continuent de gouverner conjointement. En 1255, ils concluent un traité de commerce avec la cité de Lübeck.
Après la mort de leur père en 1261, Jean et Gérard décident de se partager le patrimoine du Holstein. Gérard reçoit le Holstein-Itzehoe, comprenant les districts de Stormarn, Plön et  le comté de Schaumbourg, avec comme résidence  Itzehoe. Jean de son côté obtient Holstein-Kiel, qui inclut les régions de Kiel, de Wagrie et l'est du Holstein, avec comme siège de son pouvoir Kiel. Jean plus tard lorsque Rendsburg est restituée par le Danemark il le cède à  Gérard en contrepartie de Segeberg.
Il fonde plusieurs villages, dans le souci de développer le contrôle du Holstein sur la région. Il développe également l'administration du comté. Gérard  combat contre l'Archidiocèse de Brême, la cité de Lübeck. En 1262, il gagne le combat de Loh Moor. En 1263, Jean meurt et Gérard devient le régent de Kiel et de Segeberg pour les jeunes fils de son frère. Gérard Ier meurt à son tour en 1290. Après sa mort ses fils subdivisent le Holstein-itzehoe en Holstein-Plön, Holstein-Pinneberg et Holstein-Rendsburg.

## Sceau
Sur son sceau on lit l'inscription suivante: S(IGILLUM)* GERARDI*COMITIS*HOLTSATIE*ET*DE*SCOWENB(O)RCH (Sceau du comte Gerhard de Holstein et Schauenburg).

## Unions et postérité
Gérard Ier épouse vers 1250 Élisabeth de Mecklembourg (morte en 1280), une fille de Jean Ier de Mecklembourg et ils ont les enfants suivants :
- Liutgarde (née vers 1251 et morte après 28 février 1289), épouse d'abord en 1265 le duc Jean de Brunswick-Lunebourg (mort en 1277) puis le prince d'Empire Albert Ier d'Anhalt-Zerbst ;
- Jean (né vers 1253 et mort en 1272), chanoine à Hambourg ;
- Gérard II, comte de Holstein à Plön ;
- Henri Ier, comte de Holstein à Rendsburg ;
- Adolphe VI, comte de Holstein à Pinneberg et comte de Schauenbourg ;
- Elisabeth (morte avant 1284), qui épouse le comte Burchard de Wolpe ;
- Albrert (mort en 1272/1281) ;
- Bruno ;
- Otto ;
- Matilda, qui épouse le comte Jean de Wunstorf ;
- Hedwige, qui épouse le roi Magnus III de Suède.

Vers 1280, veuf, il épouse en secondes noces Adelaide (née vers 1237 et morte en 1285), une fille du marquis Boniface II de Monferrat. Cette union reste stérile.

## Sources
- (en) Cet article est partiellement ou en totalité issu de l’article de Wikipédia en anglais intitulé « Gerhard I, Count of Holstein-Itzehoe » (voir la liste des auteurs).